# Máltai euróérmék
Málta euróérméi hivatalosan 2008. január 1-jétől kerültek forgalomba, a máltai lírát kiváltva. 
| Címlet                  | Kép | Leírás              |
| ----------------------- | --- | ------------------- |
| 2 euró 1 euró           |     | Máltai kereszt      |
| 50 cent 20 cent 10 cent |     | Málta címere        |
| 5 cent 2 cent 1 cent    |     | imnajdrai ősi oltár |